# Survivor Series (2003)
Survivor Series (2003) — щорічне pay-per-view шоу «Survivor Series», що проводиться федерацією реслінгу WWE. Шоу відбулося 16 листопада 2003 року в Американ-Ерлайнс-центр у Даллас, Техас, США. Це було 17 шоу в історії «Survivor Series». Сім матчів відбулися під час шоу та ще один перед показом.